# Neurothrips
Neurothrips är ett släkte av insekter. Neurothrips ingår i familjen rörtripsar.
Kladogram enligt Catalogue of Life:
| Neurothrips | \| \| Neurothrips apache \| \| \| \| \| \| Neurothrips magnafemoralis \| \| \| \| |
|             | \| \| Neurothrips apache \| \| \| \| \| \| Neurothrips magnafemoralis \| \| \| \| |
|             | Neurothrips apache                                                                |
|             |                                                                                   |
|             | Neurothrips magnafemoralis                                                        |
|             |                                                                                   |